# Anne-Marie Bonnet
Anne-Marie Bonnet (* 1954 in Freiburg im Breisgau) ist eine französische Kunsthistorikerin und emeritierte Professorin für Kunstgeschichte an der Rheinischen Friedrich-Wilhelms-Universität Bonn.

## Leben
Bonnet schloss 1971 das Lycée Anatole France in Marseille mit dem Baccalauréat ab. In den Jahren 1971/72 studierte sie Sport für das Lehramt (CREPS) an der Sporthochschule in Marseille. In den Jahren 1972 bis 1974 schloss sie ein Studium der Germanistik und Anglistik an der Faculté des Lettres in Aix-en-Provence ab und studierte dann bis 1984 Kunstgeschichte, Romanistik und Germanistik an der Ruprecht-Karls-Universität Heidelberg. Im Jahr 1980 bestand sie die Magisterprüfung im Fach Kunstgeschichte mit einer Arbeit zum Thema Der Freskenfund in Rodenegg bei Brixen und promovierte 1982 in Kunstgeschichte zum Thema Rodenegg und Schmalkalden, Untersuchungen zur Illustration einer ritterlich-höfischen Erzählung und zur Entstehung profaner Epen-Illustration in den ersten Jahrzehnten des 13. Jahrhunderts.
Von 1977 bis 1981 war sie als freie Mitarbeiterin des Wilhelm-Hack-Museums in Ludwigshafen tätig. Von 1982 bis 1989 arbeitete sie als wissenschaftliche Assistentin und ab 1983 als Akademische Rätin am Kunsthistorischen Institut der Ludwig-Maximilians-Universität München.
Ab 1992 war sie wissenschaftliche Assistentin am Kunsthistorischen Institut der Universität München und wurde dort habilitiert (Thema: Der 'Akt' bei Dürer und die Rezeption durch zeitgenössische Künstler). Im folgenden Jahr arbeitete sie als Privatdozentin und Lehrbeauftragte am Kunsthistorischen Institut der Universität München; im gleichen Jahr erhielt sie eine Hochschuldozentur für „Deutsche Kunst - Kunst der Moderne“ an der Universität Leipzig.
Im Sommersemester 1995 hatte sie die Vertretung der C4-Professur für „Mittlere und Neuere Kunstgeschichte“ am Kunsthistorischen Institut der Rheinischen Friedrich-Wilhelms-Universität Bonn inne, im Sommersemester 1996 die Vertretung der C3-Professur für „Kunst des 19. und 20. Jahrhunderts“ am Kunstgeschichtlichen Institut der Albert-Ludwigs-Universität Freiburg und im Wintersemester 1996/97 eine C3-Professur für „Kunst des 19. und 20. Jahrhunderts“ am Kunstgeschichtlichen Institut der Universität Freiburg.
Im Jahr 1997 erhielt sie den Ruf auf den Lehrstuhl „Mittlere und Neuere Kunstgeschichte“ am Kunsthistorischen Institut der Universität Bonn, wo sie 2020 emeritiert wurde.

## Forschungsschwerpunkte
Zu Bonnets Forschungsschwerpunkten gehören die deutsche Grafik der Frühen Neuzeit, Sammlungs- und Museumsgeschichte, Malerei und Plastik der Moderne und Gegenwart sowie Fach- und Wissenschaftsgeschichte. Sie publizierte vor allem zur Kunst der Renaissance.

## Schriften (Auswahl)
- Auguste Rodin, Erotische Aquarelle – Rodins späte Zeichnungen – Für eine Kultur der Begierde. München 1995 (auch in englischer, amerikanischer und französischer Sprache)
- Akt bei Dürer. (= Atlas, Bonner Beiträge zur Renaissanceforschung, Bd. 4), Verlag Walther König, Köln 2001, ISBN 978-3-88375-412-3
- Kunst der Moderne – Kunst der Gegenwart. Herausforderung und Chance. Deubner, Köln 2004, ISBN 978-3-937111-05-6
- mit Gabriele Kopp-Schmidt: Die Malerei der deutschen Renaissance. Schirmer Mosel, München 2010, ISBN 978-3-8296-0407-9
- Albrecht Dürer. Die Erfindung des Aktes. Schirmer Mosel, München 2014, ISBN 978-3-8296-0651-6
- Lucas Cranach d. Ä.: Maler der deutschen Renaissance. Schirmer Mosel, München 2015, ISBN 978-3-8296-0736-0
- Was ist zeitgenössische Kunst oder wozu Kunstgeschichte. (=Reihe Opaion Band 2) Deutscher Kunstverlag, Berlin/München 2017, ISBN 978-3-422-07380-7